# Nephochaetopteryx rettenmeyeri
Nephochaetopteryx rettenmeyeri är en tvåvingeart som beskrevs av Carroll William Dodge 1968. Nephochaetopteryx rettenmeyeri ingår i släktet Nephochaetopteryx och familjen köttflugor.
Artens utbredningsområde är Panama. Inga underarter finns listade i Catalogue of Life.